# Johannes Kridt
Johannes Kridt (* 16. Jahrhundert in Nienborg; † 1577) war Weihbischof in Münster.

## Leben
Johannes Kridt studierte von 1539 bis 1542 Theologie in Köln. Nach seinem Studium unterrichtete Kridt von 1547 bis 1550 am dortigen Gymnasium Laurentianum. Später soll er sein Vermögen zur Errichtung einer seinem früheren Kolleg angegliederten Studienstiftung hinterlassen haben. Darüber hinaus stiftete Kridt einen großen Teil seines Vermögens zur Begründung eines Priesterseminars in Münster.
1548 war Johannes Kridt Assistent von Johannes Gropper in Soest, wo er gemeinsam mit diesem, besonders auch als dessen Priester an St. Petri, vergeblich versuchte, dem Augsburger Interim Geltung zu verschaffen. Auf Groppers Empfehlung hin wurde Kridt noch im selben Jahr Weihbischof und Generalvikar in Münster. 1552 nahm Johannes Kridt als Vertreter des Fürstbischofs von Münster, Franz von Waldeck, zusammen mit seinem Freund und Förderer Johannes Gropper am Konzil von Trient teil.